# Кафедральна площа (Вільнюс)
54°41′07″ пн. ш. 25°17′15″ сх. д. / 54.68527778° пн. ш. 25.2875° сх. д.
Кафедральна площа у Вільнюсі (лит. Katedros aikštė) — головна площа старого міста Вільнюса, розташована прямо перед неокласичним Вільнюським кафедральним собором. Площа є ключовою точкою громадського життя міста, оскільки розташовується на перехресті головних вулиць міста та представляє його різноманітність. На ній регулярно проводяться ярмарки та збори містян, військові паради, релігійні та державні публічні заходи, події та великі концерти, новорічні салюти і виставки мистецтва. Площа є не просто жвавою та важливою місциною міста, а й одним з найважливіших символів Литви.

## Деталі

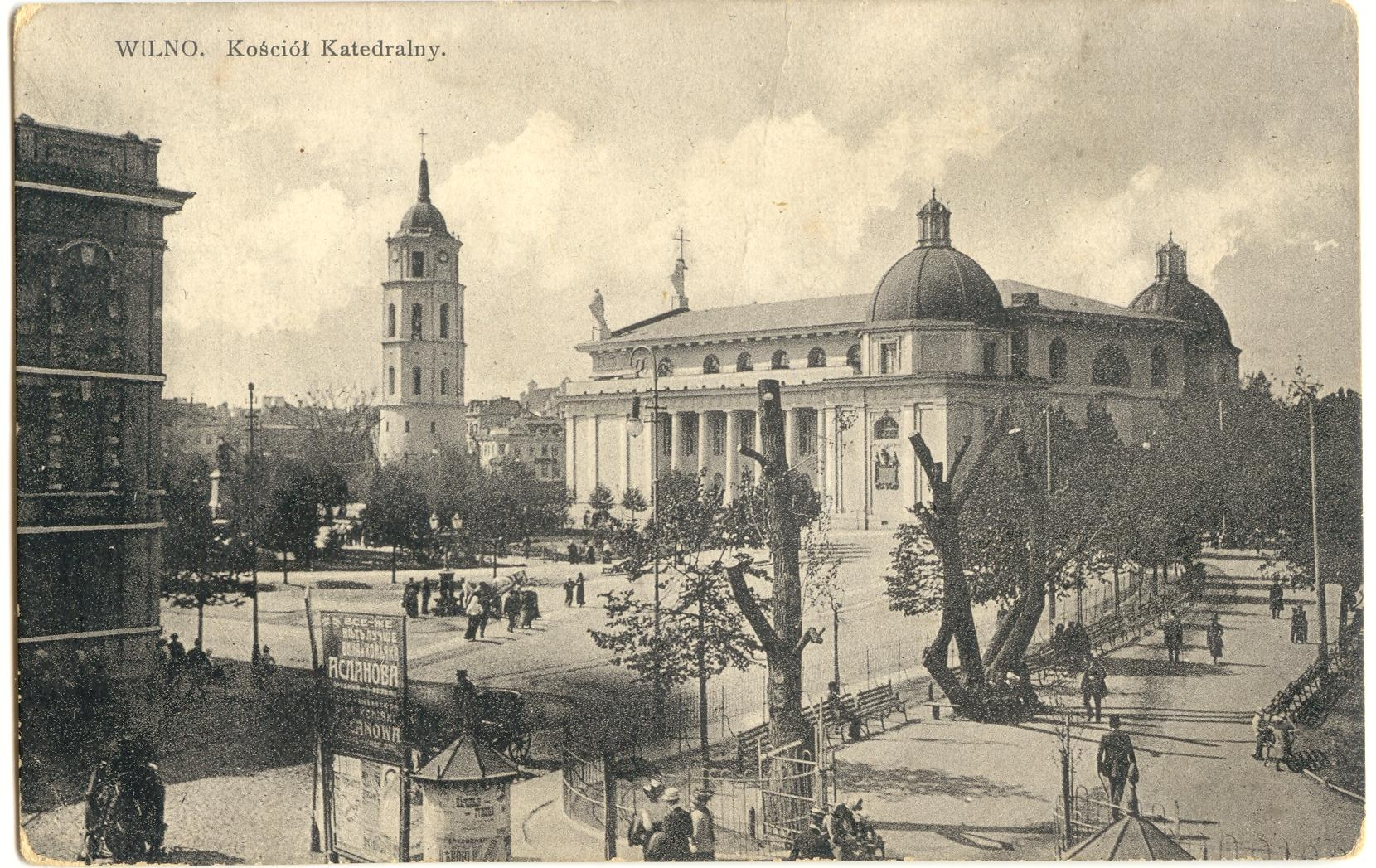
Довоєнний вигляд площі

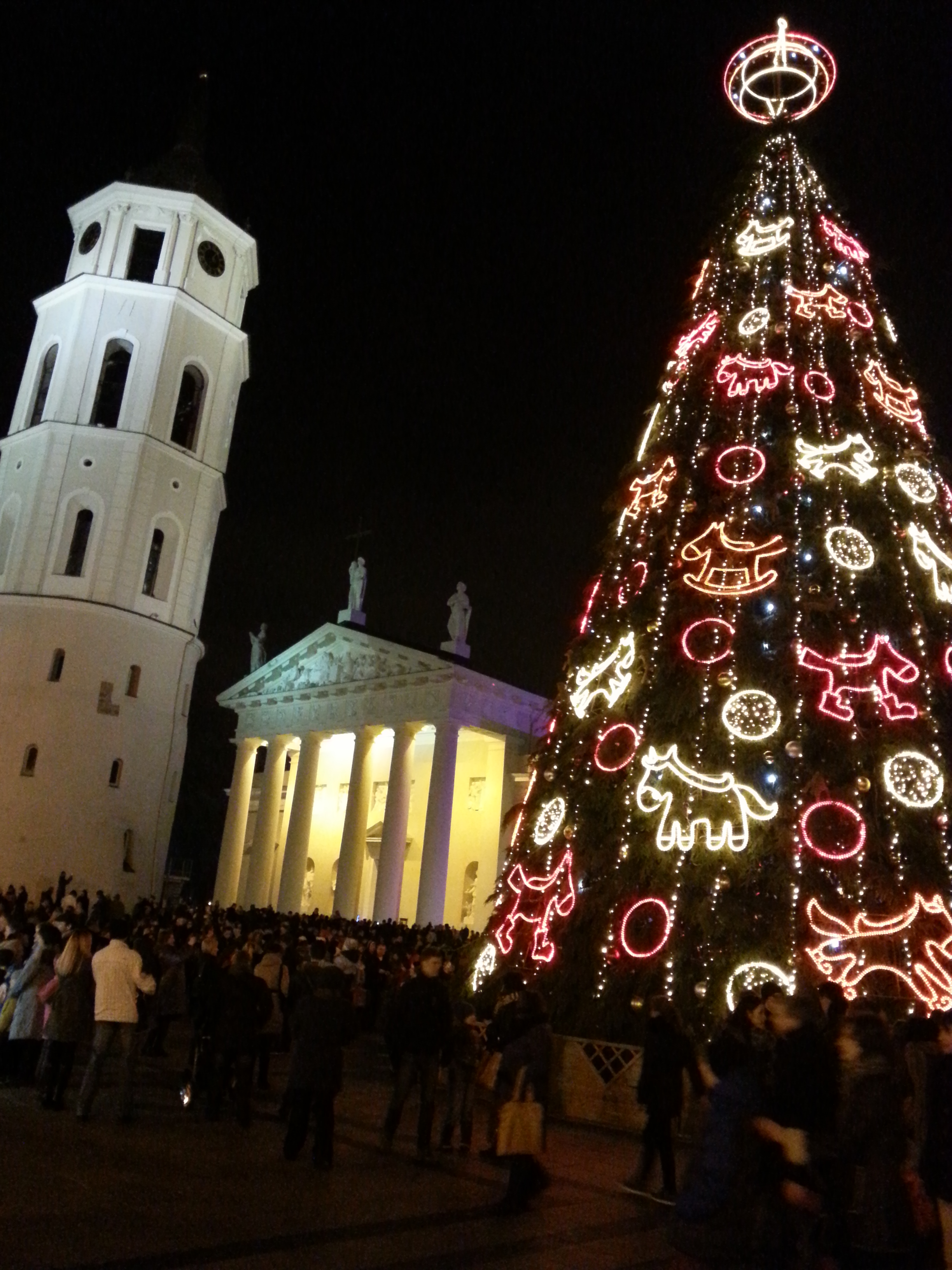
Вільнюська Кафедральна площа взимку

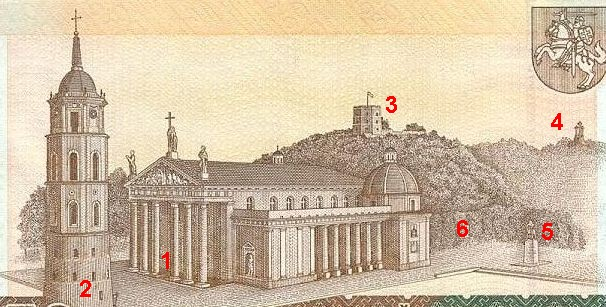
Вигляд площі зображеній на купюрі номіналом 50 лит. Номерами позначено: 1. Вільнюський кафедральний собор 2. Дзвіниця кафедрального собору 3. Вежа Гедиміна 4. Пагорб Трьох хрестів 5. Пам'ятник великому князю Гедиміну 6. Місце, де відбувається реконструкція Палацу великих князів литовських. Таким чином вид є дещо застарілим.

Кафедральну площу було створено аж у XIX столітті, упродовж реконструювання та ремонту собору. До того місце було густо заселеним та забудованим будівлями епох середньовіччя та відродження. Частину території також було зайнято Нижнім замком. Після створення нової площі, місце стало головним відкритим простором центру міста. Саме там проводились російські військові паради та щорічний ярмарок св. Казимира. 1905 року було поставлено пам'ятник Катерині II (ск. Марк Антоколський). Після окупації міста Німеччиною 1915 року й допуску місцевої польської адміністрації до керування ним, пам'ятник було знищено, а ярмарок святого Казимира було переміщено на площу Лукішки (Площа Лукішкес). У сучасні часи ярмарки та святкування на цьому місці проводяться регулярно. Саме тут ставиться найвища ялинка, а також багато інших різдвяних прикрас. Також саме на Кафедральній площі проводяться щорічні новорічні святкування.
Однією з найхарактерніших рис площі є дзвіниця собору, що розташована за декілька метрів від нього самого, що є нечастим поза Італією. Відповідно до багатьох дослідників, вежа насправді є однією з веж старого міського муру середньовічного Нижнього замку, що раніше розташовувався поруч з місцем, де зараз площа. Відповідно до іншої версії, що не підтримується сучасними істориками, основа вежі насправді була невеликим язичницьким храмом, що було зруйновано й перетворено на дзвіницю. Не залежно від походження, нижні частини вежі походять з часів середньовіччя, у них збереглись декілька невеликих бійниць. Її найстаріша квадратна секція була збудована в XIII столітті на дні старого річища. Верхні частини вежі було додано в XVIII столітті, а неокласичне її завершення було споруджене в XIX столітті під час реконструювання собору.

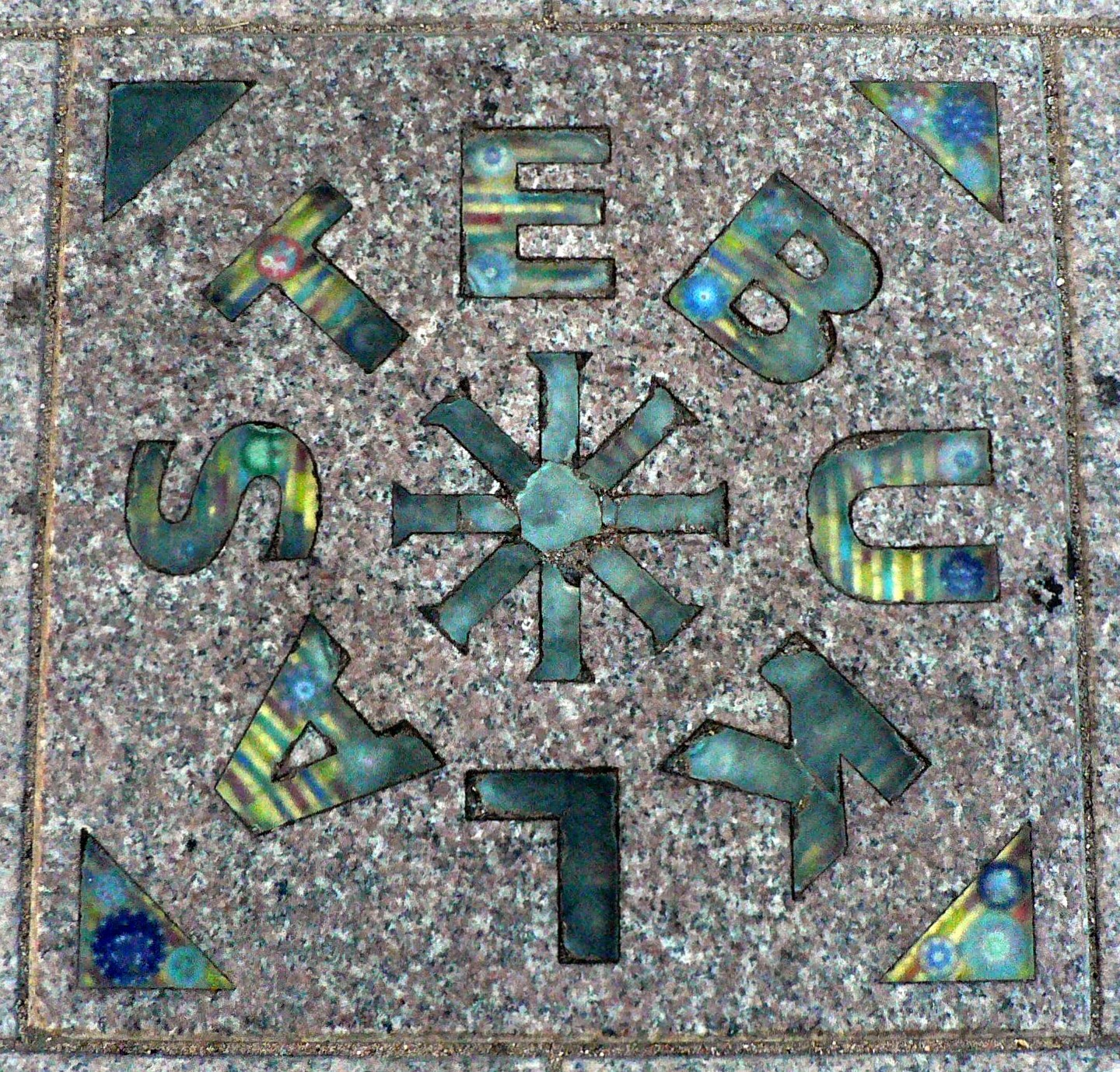
«Магічний камінь.» Літери формують слово stebuklas використовуючи лише одну літеру для початкового й кінцевого S) або диво литовською.

Іншою значущою рисою площі є пам'ятник Гедиміну, одному з найперших правителів Литви, авторства Вітаутаса Кашуби, відкритий 1996 року. Цікавим є те, що бронзу, що використана на пам'ятник було надано литовськими прикордонниками, що конфіскували її на кордоні. Мармуровий цоколь було подаровано урядом України, а саму скульптуру було відлито безкоштовно в Таллінні. Поблизу розташовано магічне місце, невеликий камінь, що позначає місце, де, відповідно до місцевої міської легенди, живий ланцюг Балтійського шляху став сполучати Вільнюс з Ригою та Таллінном — подія, що символізувала початок національного визволення Балтійських держав. Кажуть, що той, хто ступить на цей камінь та повернеться навколо тричі, отримає здійснення своїх мрій.
Брукування площі було значно поновлено 2000 року. Нові плитки було зроблено з легкого граніту. Викопані залишки колишніх фортифікацій Нижнього замку було виділено в покритті червоним гранітом.